# Castell de la Ràpita (Montsià)
El Castell de la Ràpita era un monestir-castell medieval al nucli antic del municipi homònim (Montsià). Aquest no ha arribat fins els nostres dies, però al segle xviii s'hi construí una bateria de costa coneguda popularment com «el castell», les restes de la qual, catalogades com a bé cultural d'interès nacional, es troben sota l'actual mercat municipal.

## Història i descripció
En aquest indret hi havia l'antic monestir-fortalesa de la Ràpita (Ribbat en àrab), conquerida el 1149 per Ramon Berenguer IV. En un plànol del 1743, només hi havia la torre de la Ràpita i dependències annexes (monestir), i l'agost del 1748 es va fer un projecte per a construir-hi una bateria de costa per a defensar i el canal projectat, que es començà a construir cap a 1780 i 1787, alhora que les reials obres de la ciutat. Segurament, la bateria va durar fins a la Guerra del Francès (1811), i als anys 1970, l'Ajuntament decidí emplaçar-hi el mercat municipal i els murs foren dinamitats.
Les restes consisteixen en un mur semicircular peraltat de carreus, al carrer del Fossat. A l'altre costat del carrer, a l'antic fossat, encara queden dues filades.